# Scincosauridae
Scincosauridae — вимерла родина нектрідових тетраподоморфів. Він включає роди Scincosaurus і Sauravus. На відміну від більшості інших нектрідів, сцинкозавриди, як вважають, були наземними.